# Vuoristorata
Vuoristorata är en berg-och dalbana i trä i  nöjesparken Borgbacken i Helsingfors i Finland. Den är parkens mest populära attraktion med 47 000 turer om året.
Vuoristorata, som är finska för berg- och dalbana, byggdes vintern 1950 som en kopia på Rutchebanen på Dyrehavsbakken norr om Köpenhamn. Den ritades av Valdemar Lebech, som använde de danska ritningarna som underlag för den något större konstruktionen. Vuoristorata är 108 meter längre och två meter högre än Rutchebanen.
Vuoristorata har fyra tåg med fyra vagnar vardera och de åkande sitter två och två i tre rader i varje vagn. En bromsare står längst bak på tågen. Bromsarna är specialutbildade och deras körkort förnyas varje vår. I början antogs endast stridspiloter till jobbet, men senare har allt från rockare till verkställande direktörer arbetat som bromsare.
Av säkerhetsskäl byts allt trä ut med jämna mellanrum. De nya stockarna kommer alltid från samma ställe och är impregnerade på samma sätt som de gamla. Vagntågens ramar av ek är dock fortfarande från 1950-talet.